# Kuromukuro
Kuromukuro (яп. 勹口厶勹口 Куромукуро) — аниме в жанре меха режиссёра Окамуры Тэнсай, выпущенное студией P.A. Works в честь своего 15-летия. Премьера аниме состоялась в апреле 2016 года.
Аниме было лицензировано для стриминга Netflix и получило субтитры на 10 языках. Для трансляции компания разбила его на две части по 13 серий, хотя оригинальный показ в Японии выходил сезоном в 26 серий.

## Сюжет
450 лет назад на Землю вторглись пришельцы Эфи Долг. В Японии в то время на дворе была эпоха Сэнгоку, а потому роботов пришельцев люди считали демонами «они». Одной из жертв вторжения стал клан Васиба, но глава клана — Юкихимэ — и её преданный вассал самурай Кэнносукэ Токисада Оума сражались до последнего. Они смогли украсть одного из меха-роботов у инопланетян и с его помощью сразить противников. Украденного робота прозвали «Черной реликвией» (яп. 黒骸 Куромукуро), но в итоге он оказался в зоне вражеского взрыва, а Юкихимэ исчезла.
60 лет назад Чёрная реликвия была обнаружена в ходе постройки плотины на реке Куробе. В наше время ООН занята исследованием этой находки, но Эфи Долг возвращаются на Землю. Юкина Сираханэ, дочь директора исследовательского центра, случайно активирует куб Куромукуро, чем выводит находившегося в нём Кэнносукэ из криостазиса. Самураю приходится осваиваться с жизнью в XXI веке и вновь сражаться с Эфи Долг. В то же время так как Юкина случайно оказалась биометрически синхронизирована с Чёрной реликвией, ей приходится стать вторым пилотом, необходимым для управления роботом.

## Персонажи
Юкина Сираханэ (яп. 白羽 由希奈 Сираханэ Юкина) — главная героиня, обычная школьница, мечтающая попасть на Марс, оказалась втянута в сражение с Эфи Долг, из-за того что Кэнносукэ принял её за принцессу. Второй пилот реликта.
Сэйю: Мао Итимити
Кэнносукэ Токисада Оума (яп. 青馬 剣之介 時貞 Оума Кэнносукэ Токисада) — главный герой, самурай эпохи Сэнгоку, вассал дворца Васиба. Находился в Кубе. Первый пилот реликта.
Сэйю: Ёхэй Адзаками
Софи Ноэль (яп. ソフィー・ノエル Софи: Ноэру) — ученица по обмену из Франции, учится вместе с Юкино. Фанатка всего, связанного с самураями, член французского элитного подразделения GIGN. Одна из пилотов-испытателей лаборатории.
Сэйю: Рэйна Уэда

## Отзывы и критика
Обзоры аниме отмечают, что попадание персонажей из современности в прошлое довольно распространено, а вот перенос персонажа из прошлого в современность — редкий и оригинальный ход.
Студия P.A. Works до этого не работала над крупными проектами в жанре меха, и Kuromukuro стало для неё первой крупной работой в нём. Впрочем, обзоры отмечают одну из лучших боевых анимаций роботов в жанре в данном аниме.
Сериал был номинирован на японскую научно-фантастическую премию Seiun Award в 2017 году, но уступил награду фильму «Годзилла: Возрождение».